# Магнітна стрічка

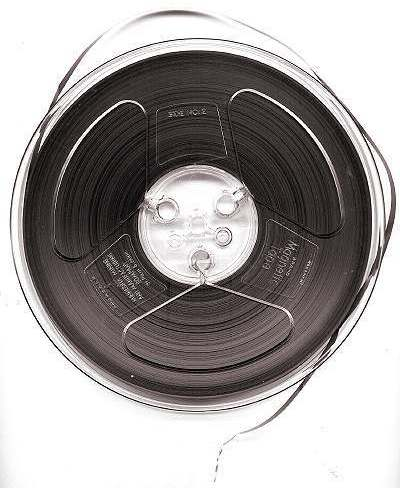
Пластмасова котушка діаметром 7 дюймів (№18) з магнітною стрічкою шириною 6,3 мм (¼ дюйма) для використання у типових побутових котушкових магнітофонах.

Магнітна стрічка  — носій інформації для магнітного запису, виготовлена з тонкого пластичного матеріалу (наприклад, поліетилентерефталату) з магнітним напиленням. Вперше розроблена у Німеччині 1928 року на основі методів і технології запису сигналу на магнітний дріт. Широко використовувалася у другій половині 20-го століття для аналогового запису звуку (у магнітофонах) і зображення (у відеомагнітофонах), а також для запису і збереження цифрової інформації електронними обчислювальними машинами (накопичувач на магнітній стрічці, стример).
Поява магнітної стрічки призвела до революції у звукозапису, радіомовленні і телебаченні — програми стало можливим записувати, монтувати (наприклад, комбінуючи фрагменти) і відтворювати у потрібний час потрібну кількість разів без помітної втрати якості. Магнітний запис зіграв також ключову роль у розвитку ранніх комп'ютерів, уможлививши довготривале збереження великих обсягів інформації.
У 21-му столітті відбувається бурхливий розвиток технологій зберігання даних, передусім цифрових, які витісняють магнітну стрічку зі сфер її традиційного застосування. Втім, технологія запису на стрічку розвивається також: як мінімум, компанії Sony і IBM продовжують виробництво нових накопичувачів на магнітній стрічці.
Магнітні стрічки, виготовлені у 1970—80-x роках, можуть деградувати. Деградація, спричинена гідролізом пластикової основи, може призвести до неможливості зчитування інформації зі стрічки.

## Будова
Робоча сторона стрічки (тобто та, що торкається голівок пристрою запису і зчитування) є тонким шаром магнітних частинок, що міцно приклеєні до основи. Як магнітний матеріал використовується залізо або його оксид, а також хром і оксиди. Для основи спочатку широко використовувалася ацетилцелюлоза, а пізніше — поліетилентерефталат.
Стрічка протягується за допомогою механізму і намотується на котушки або осердя.

## Історія
Попередником технології магнітного запису на стрічку є запис на магнітний дріт, винайдений 1898 року. У цьому першому винаході використовувалася тонка сталева дротина довжиною 2195 метрів (котушка — кілька сантиметрів у діаметрі), що протягувалася повз голівки запису і зчитування зі швидкістю 610 міліметрів за секунду. Запис на дріт довгий час знаходив застосування у записувальних пристроях літаків і космічних апаратів.
Перші магнітні стрічки з'явилися у США і Німеччині приблизно у 1930-х роках, і спочатку мали паперову основу. В середині 1930-х німецькі компанії AEG, IG Farben і BASF розробили полімерну стрічку, яка активно використовувалася у магнітофонах у воєнний час.

## Матеріали

### СРСР і Східна Європа

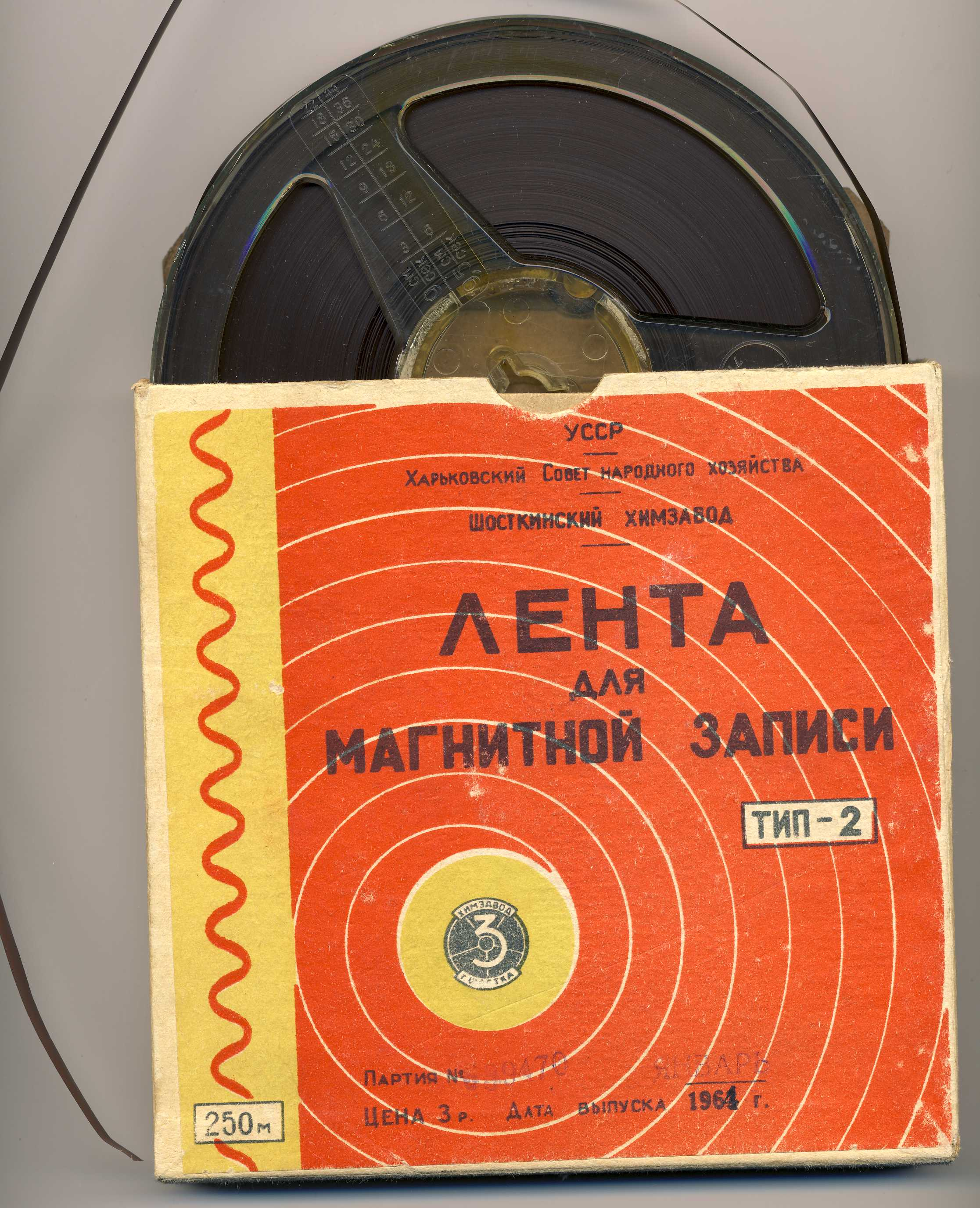
Магнітна стрічка «тип 2» виробництва заводу «Свема».

У 1950-1980-ті роки на підприємстві Свема (Шостка, Сумська область, Україна) виготовлялися, з-поміж інших, наступні типи магнітних стрічок для звукозапису:
- «тип 2» на основі діацетилцелюлози, товщина 55 мкм;
- «тип 6» на основі триацетилцелюлози, товщина 55 мкм;
- «тип 9» на триацетилцелюлозній основі, товщина 37 мкм;
- «тип 10» (пізніше — тип А-44 і Б-37) на поліетилентерефталатній основі, товщина 37 мкм.

## Звукозапис

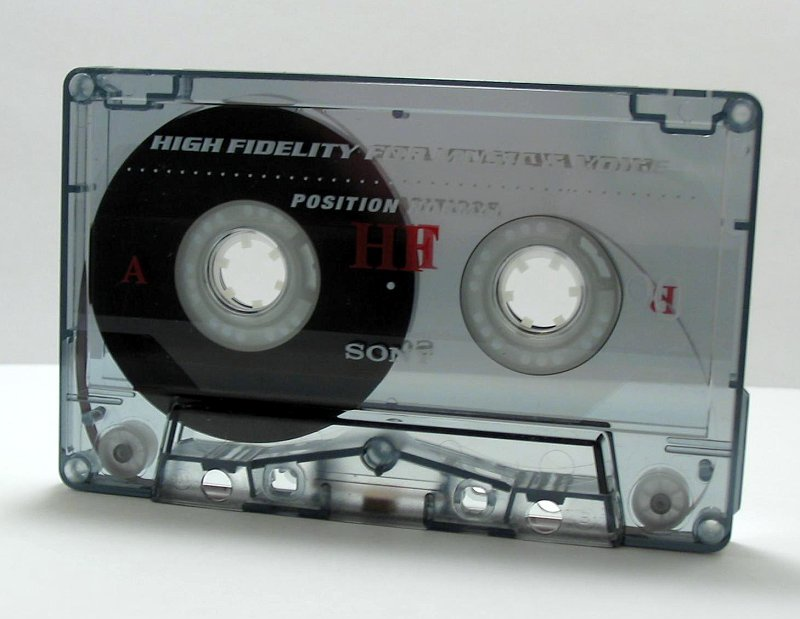
Компакт-касета

Магнітну стрічку було винайдено 1928 року Фріцом Пфлоймером у Німеччині у рамках експериментів з записом звуку. Винахід базувався на вже відомому на той час принципові звукозапису на магнітний дріт (Оберлін Сміт, 1888 рік, і Вальдемар Поульсен, 1898 рік). У винаході Пфлоймера використовувалася паперова стрічка, вкрита тонким порошком оксиду заліза(III) (Fe2O3). Цей винахід отримав подальший розвиток у німецькій фірмі AEG, яка почала випуск перших магнітофонів, а також у BASF, де почалося виробництво магнітної стрічки.
Інженер Едуард Шуллер, що працював 1933 року в AEG, розробив першу магнітну головку кільцевої форми — попередні конструкції головок були голкоподібні і швидко руйнували стрічку . Іншим важливим кроком стало відкриття підмагнічування, завдяки чому різко покращилася якість записуваного звуку (при підмагнічуванні магнітний носій має значно кращу лінійність).
Через політичну ситуацію і початок Другої світової війни розвиток даної технології у Німеччині зберігався переважно у таємниці. Союзники по антинімецькій коаліції, прослуховуючи німецькі радіопередачі, здогадувалися, що Німеччина має якусь дуже передову технологію запису звуку, але яку саме — з'ясувалося лише наприкінці війни, коли було захоплено німецькі магнітофони і іншу апаратуру. Після війни американці, зокрема Jack Mullin, Джон Герберт Орр і Річард Рейнджер, привезли технологію до Сполучених Штатів і розвинули її комерційно.
З того часу було винайдено велику кількість форматів запису і запропоновано безліч конструкцій магнітофонів. Найпоширенішими стали котушкові та касетні.

## Відеозапис
Успіх технології магнітного звукозапису невдовзі призвів до очевидного питання можливості запису на стрічку також і відеосигналу. Ширина смуги відеосигналу на порядки більша, ніж у звукового, тому при русі стрічки повз нерухому голівку швидкість руху повинна бути дуже високою. Такі розробки існували (інженер Джек Муллін, що працював на замовлення Бінга Кросбі, а також корпорація BBC), але не отримали широкого використання. Прорив у відеозапису здійснила дослідницька група компанії Ampex під керівництвом Чарльза Ґінзбурґа: замість стаціонарної голівки читання-запису було застосовано голівку, що обертається, і таким чином досягнуто високої взаємної швидкості між голівкою і стрічкою при нормальній швидкості самої стрічки. Рядки у системі Ampex записувалися перпендикулярно до руху стрічки шириною 12,7 мм (½ дюйма), що намотувалася на котушки.

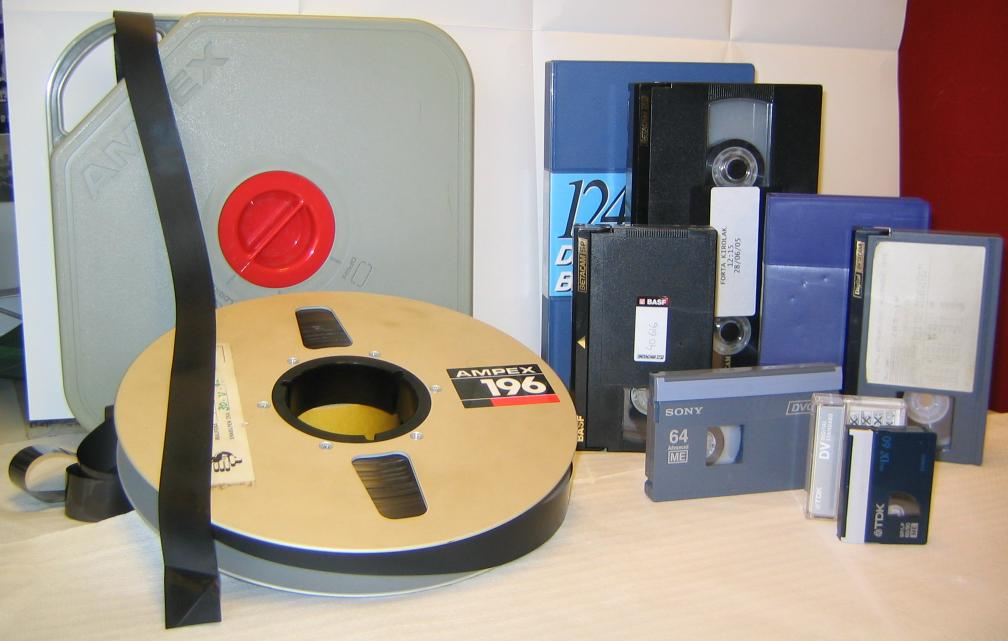
Різноманіття стрічок і касет зі стрічками для відеозапису.

Подальше вдосконалення технології, зокрема здійснене компанією Sony, призвело до появи запису з похилими рядками, а також зручних до використання відеокасет у пластмасовому корпусі.

## Зберігання цифрових даних

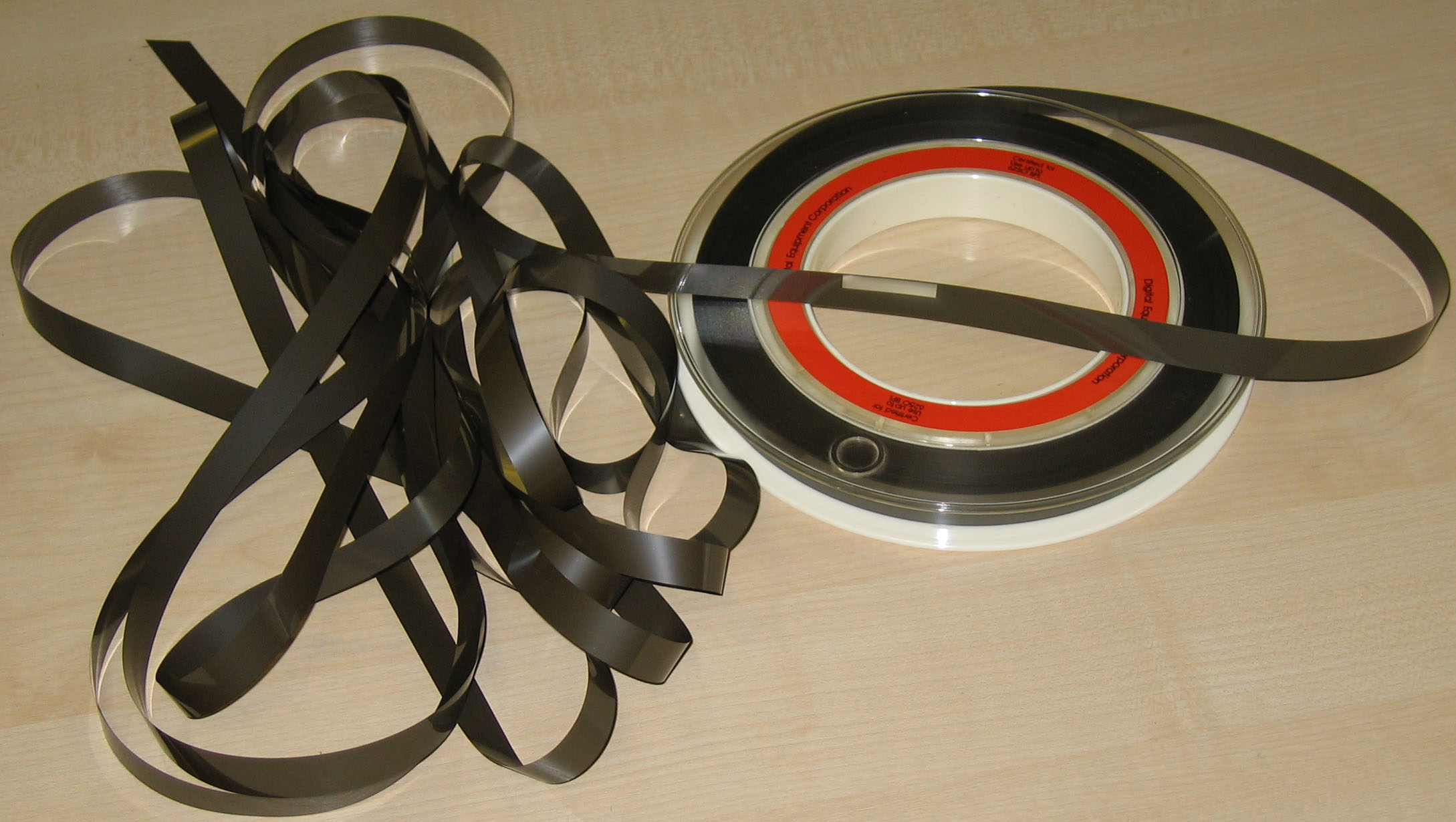
Котушка стрічки, призначеної для 9-доріжкових накопичувачів

Вперше магнітну стрічку було використано для запису комп'ютерних даних у комп'ютері UNIVAC I. Накопичувач UNISERVO I використовував тонку металеву стрічку шириною ½ дюйма (12,65 мм) з бронзи, вкритої нікелем (сплав Vicalloy). Щільність запису становила 100 символів на дюйм (39.37 символів на сантиметр) на восьми доріжках.
Ранні 7-доріжкові накопичувачі на магнітній стрічці IBM були громіздкими пристроями, що мали вакуумні стовпчики для механічної буферизації довгих відрізків стрічки. Котушки зі стрічкою могли обертатися з різною швидкістю і їх рух не був взаємно синхронізований. Зображення котушок, що швидко обертаються, часто використовувалося у фільмах і телебаченні для візуального зображення приладу під назвою «комп'ютер».
......
У 2014 році компанії Sony і IBM оголосили, що їм вдалося записати 148 гігабайт даних на одному квадратному дюймі магнітної стрічки. Інновація полягала у використанні надтонких плівок, сформованих у вакуумі, що дає надзвичайно дрібні кристалічні частинки. Ємність картриджа з такою стрічкою може доходити до 185 терабайт.